# بخش مرکزی شهرستان فلارد
بخش مرکزی، یکی از بخش‌های شهرستان فلارد در استان چهارمحال و بختیاری ایران است. مرکز این بخش، شهر مال‌خلیفه است.

## تقسیمات کشوری
- بخش مرکزی شهرستان فلارد
  - دهستان فلارد
  - دهستان شهریار

شهر: مال‌خلیفه

## جمعیت
بر پایه سرشماری عمومی نفوس و مسکن در سال ۱۳۹۵، جمعیت بخش مرکزی شهرستان فلارد برابر با ۲۳٬۹۴۲ نفر بوده‌است.